# Лора, Гильермо

Митинг РРП в Оруро, август 1946. Гильермо Лора в среднем ряду.

Гилье́рмо Ло́ра (исп. Guillermo Lora; 31 октября 1922, Потоси — 17 мая 2009, Ла-Пас) — политический и профсоюзный деятель, один из лидеров троцкистского движения Боливии и Революционной рабочей партии, теоретик и историк рабочего движения.

## Краткая биография
Лора родился в мелкобуржуазной семье. Будучи студентом права в Ла-Пасе, он начал активно работать в РРП в период установления ею контактов с рабочим движением, в частности, с формировавшийся Федерацией профсоюзов рабочих горнорудной промышленности Боливии (ФСТМБ). 
Благодаря помощи бразильских троцкистов Фульвио Абрамо, Марины и Инес Безушет, перебравшихся сюда от репрессий в своей стране в 1937 году, он смог воссоздать РРП после откола от неё сторонников Тристана Марофа (Социалистическая рабочая партия Боливии) и перенести основную работу партии в среду горняков, что дало силу партии на многие годы вперёд.
В ячейке РРП в Ла-Пасе он познакомился с другим будущим лидером шахтерского движения — Хуаном Лечином. Когда группа Лоры подверглась репрессиям, он был вынужден перейти на нелегальное положение и скрылся в шахтерском регионе Оруро, что позволило ему заняться ещё более активной профсоюзной работой.
К середине 1940-х годов стал одним из ключевым фигур в партии и шахтерском движении страны. При его участии разрабатывался программный документ профсоюза горняков ФСТМБ — т. н. «Тезисы Пулакайо». «Тезисы Пулакайо» были по существу применением «Переходной программы» Льва Троцкого к конкретным боливийским условиям; в них также отобразилось влияние революционного синдикализма. 
В 1947 году по результатам всеобщих выборов был избран в Палату депутатов от Шахтёрского блока. В мае 1949 года депутаты Парламентского блока шахтёров были арестованы и сосланы, но Лора бежал из ссылки в Чили. Впрочем, в октябре 1949 года он снова вернулся на подпольную работу в Боливию, после чего был повторно арестован и выслан в Уругвай. 
Принимал активное участие в Боливийской национальной революции начала 1950-х годов, начало которой встретил пребывая в Париже, где вел переговоры с Мишелем Пабло и другими лидерами троцкистского Четвертого Интернационала. К 1953—1954 годам относятся его разногласия в отношении перспектив революционного процесса в Боливии. В 1954 году формирует собственную фракцию в РРП, которая в 1956 году становится отдельной партией. Его организация, которая также носит название РРП, поддерживает контакты с Международным комитетом Четвертого интернационала (МКЧИ). После раскола создает собственную газету «Masas».
В 1960-е годы, когда многие левые в Латинской Америке поддерживали тактику герильи по примеру Че Гевары, фракция Лора принципиально выступила против неё, сосредоточившись на рабочем движении. Его младшего брата, шахтёрского лидера Сесара Лору, арестовали и убили в годы гонений на рабочее движение. 
В 1970—1971 годах, в период правления генерала Торреса, партия Лора активно участвует в деятельности Народной ассамблеи. Сам Гильермо Лора входит в состав Политического командования, созданного по инициативе Боливийского рабочего центра.
Участие в деятельности Народной ассамблеи и в Политическом командовании вызвало дискуссию в МКЧИ. В 1971 году, после раскола в МКЧИ, сторонники Пьера Ламбера создают Организационный комитет за реконструкцию Четвертого интернационала. Партия Лора присоединяется к нему. В 1988 году под руководством Лора учреждается Комитет взаимодействия за реконструкцию Четвертого интернационала.
До конца жизни продолжал возглавлять РРП и издавал газету «Masas».
Умер 17 мая 2009 года. Его прах был развеян над шахтой Сигло XX. 
Был плодовитым популяризатором и теоретиком марксизма. Собрание сочинений Лоры, изданное его партией в 1990-х годах, насчитывает 67 томов. Оно включает 7-томную «История боливийского рабочего движения», 3-томную «История РРП», книгу «Фигуры боливийского троцкизма» (с очерками о Хосе Агирре Гейнсборге, Сесаре Лора, Исааке Камачо и других), брошюры «Восстание», «Марксистская теория партии», «Элементарные понятия профсоюзного движения», «Профсоюзная бюрократия», «Угнетенные нации и религия».